# Rhynchodontodes
Rhynchodontodes is een geslacht van vlinders van de familie spinneruilen (Erebidae), uit de onderfamilie Hypeninae.

## Soorten
- R. amseli Wiltshire, 1961
- R. angulata Walker, 1862
- R. antiqualis (Hübner, 1826)
- R. antistropha (Vári, 1962)
- R. biformatalis Leech, 1900
- R. calamina Butler, 1879
- R. curvatula Warren, 1913
- R. diagonalis Alphéraky, 1883
- R. larseni Wiltshire, 1983
- R. mandarinalis leech, 1900
- R. mardinalis Staudinger, 1891
- R. orientes Brandt, 1938
- R. orientis (Brandt, 1938)
- R. plusioides Butler, 1879
- R. ravulalis Staudinger, 1878
- R. sagittalis Rebel, 1948
- R. sagittata Butler, 1889
- R. schwingenschussi Wagner, 1913
- R. separata Warren, 1913
- R. soricalis Püngeler, 1908
- R. turamica Staudinger
- R. vartianae Wiltshire, 1971